# Rape kit

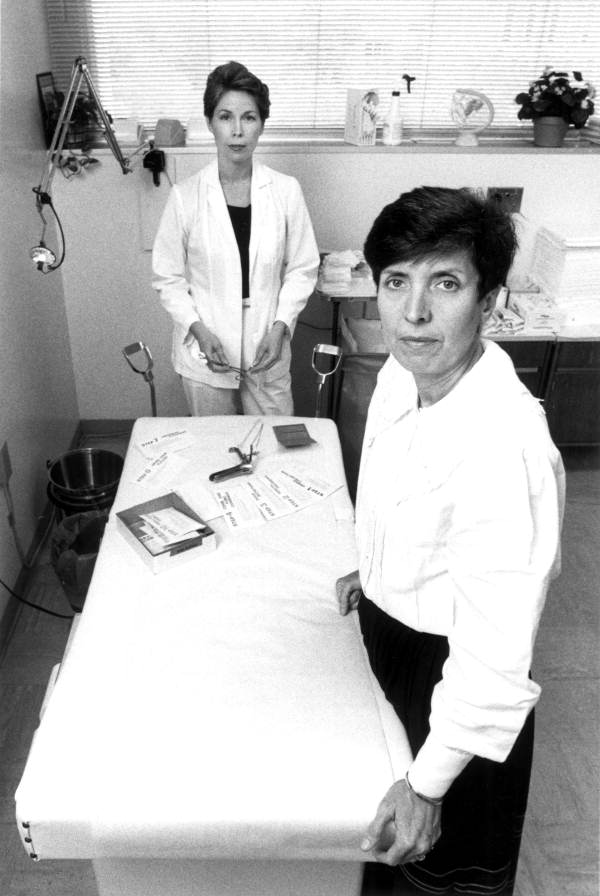
La sociologa della Florida State University
Patricia Yancey Martin, a destra, con l'infermiera dell'FSU Health Center Jo Davis, a sinistra, mostrano un rape kit (1987)

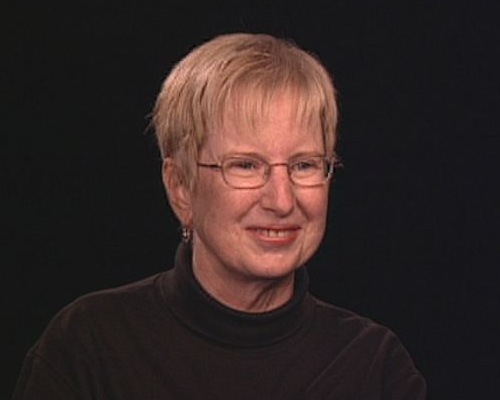
Martha Goddard nel 2003

Un rape kit o rape kit test è un pacchetto di oggetti usato da personale sanitario per raccogliere e conservare elementi di prova in seguito ad una dichiarata aggressione sessuale. Le prove raccolte sulla vittima possono contribuire alle indagini per stupro e all'incriminazione di un sospetto aggressore. La prova del DNA può essere di enorme importanza nelle indagini per aggressione sessuale e nel processo, identificando i colpevoli, rivelando i criminali seriali attraverso la coincidenza del DNA in più casi, e scagionando chi sia stato ingiustamente accusato.
Il kit fu sviluppato a Chicago a metà degli anni 1970, per fornire un protocollo più uniforme per la raccolta di prove dopo un'aggressione sessuale. Benché spesso si attribuisca a Louis R. Vitullo il merito di aver sviluppato il primo kit, esso fu originariamente proposto a Vitullo dalla ricercatrice Martha 'Marty' Goddard, paladina delle vittime e fondatrice dell'organizzazione Citizens for Victims Assistance di Chicago, oltre che essa stessa una sopravvissuta ad aggressione sessuale. Per anni, lo strumento standardizzato è stato chiamato Vitullo kit. In seguito si sono usate informalmente le denominazioni rape test kit o rape kit anche per riferirsi allo specifico elemento di prova ottenuto per mezzo del rape kit. Si usano inoltre i seguenti termini e acronimi: sexual assault kit (SAK),  sexual assault forensic evidence kit (SAFE), sexual assault evidence collection kit (SAECK), sexual offense evidence collection kit (SOEC) e physical evidence recovery kit (PERK).

## Storia
Negli anni 1970, dopo che il movimento femminista aveva iniziato ad affermarsi, e gli organi di informazione avevano iniziato a pubblicare notizie di stupri ed altre forme di aggressione sessuale, Martha Goddard, una vittima di aggressione sessuale, si impegnò in un'iniziativa volta a creare uno strumento comprensivo di raccolta prove per tali reati, e iniziò una campagna di lobbying perché tale strumento fosse adottato dagli organi di polizia. La mancanza di un protocollo standardizzato per la corretta raccolta di prove in questo campo specifico, e la carente comprensione o solidarietà nei confronti di chi aveva subito il trauma psicologico conseguente a tali crimini, comportavano che i reperti probatori, quand'anche raccolti, non fossero conservati in modo da preservarne l'integrità. Goddard, per risolvere tale problema, fondò il Citizens Committee for Victim Assistance con sede a Chicago, analizzando il processo con la consulenza di professionisti sanitari, agenti di polizia, membri del sistema giudiziario, e studiosi. Anche grazie all'amicizia con l'imprenditrice Christie Hefner, Goddard ottenne fondi dalla Playboy Foundation, organizzazione no-profit costituita dal padre di Hefner, ovvero il fondatore di Playboy, Hugh Hefner.
Il kit fu utilizzato per la prima volta nel settembre 1978, secondo un articolo del 1980 del Chicago Tribune, quando 26 sale di pronto soccorso della Cook County ne adottarono l'uso come pratica standard per raccogliere tracce probatorie quando si occupavano di vittime di stupro. Si trattava di una scatola di cartone contenente oggetti come tamponi, vetrini e un piccolo pettine e le istruzioni per il loro utilizzo. Meno di due anni dopo, 215 ospedali dell'Illinois lo utilizzavano.
Il kit divenne noto come Vitullo kit in riferimento al sergente della polizia di Chicago Louis Vitullo, capo del laboratorio analisi che lavorava sui casi importanti. Questa designazione avvenne su insistenza di Vitullo perché, secondo il suo collega Marian Caporusso, gli esperti forensi avevano "l'ultima parola su molte caratteristiche del progetto". Di conseguenza, la stampa descrisse l'iniziativa di creare e implementare i kit come una collaborazione tra Vitullo e Goddard.
Traendo spunto dall'efficace uso dei kit compiuto a Chicago, New York adottò il sistema di Goddard nel 1982. Nel 1984 Goddard espose una presentazione del progetto pilota di Chicago durante una conferenza dell'FBI. Basandosi sulla presentazione, il Dipartimento della giustizia assegnò a Goddard i fondi necessari per recarsi negli altri Stati USA e facilitare l'avvio di analoghi progetti pilota.
In un'intervista del 2003, Goddard raccontò che grazie al suo lavoro in un centro di accoglienza per adolescenti di Chicago aveva scoperto che solo un'esigua percentuale di stupri sfociava in procedimenti giudiziari.

## Descrizione e uso

Professionisti sanitari imparano a usare un rape kit a Camp Phoenix, vicino a Kabul, in Afghanistan

### Contenuto del kit
Un rape kit consiste di piccole scatole, vetrini da microscopio e bustine di plastica per raccogliere e conservare prove come fibre tessili, peli, saliva, sangue, sperma o fluido corporeo.
I rape kit variano a seconda dei luoghi, ma in genere contengono i seguenti oggetti:
- Istruzioni
- Bustine e fogli per raccolta di prove
- Tamponi per raccogliere fluidi da labbra, guance, cosce, vagina, ano, e natiche
- Contenitori sterili per raccolta delle urine
- Contenitori sterili per campioni
- Attrezzi per la raccolta di sangue
- Pettine per raccogliere peli e fibre dal corpo della vittima
- Vetrini vergini da microscopio
- Buste autosigillanti per conservare i vestiti della vittima, capelli, pelo pubico, e campioni di sangue
- Bastoncino per asportare i frammenti graffiati da sotto le unghie
- Fogli bianchi per raccogliere prove materiali strappate dal corpo
- Moduli per documentazione
- Etichette
- Acqua e soluzione salina sterili[1][11][12]

### Esaminatori
Le indagini con il rape kit sono eseguite da professionisti sanitari, per lo più medici e infermieri. In alcuni luoghi, gli esaminatori hanno ricevuto una formazione specifica per eseguire test forensi in tema di aggressione sessuale. Per esempio, molti ospedali e strutture sanitarie negli Stati Uniti e in Canada hanno Sexual Assault Nurse Examiner (SANE) che sono addestrati a raccogliere e conservare prove forensi e a dare conforto emotivo alla vittima. Secondo la International Association of Forensic Nurses, il numero di programmi SANE è cresciuto stabilmente in tutto il mondo a partire dalla sua introduzione negli Stati Unti negli anni 1970. Già nel 2016 esistevano più di 700 programmi SANE negli Stati Uniti, in Canada e Australia. I SANE furono introdotti nel Regno Unito nel 2001. Il Giappone aveva un limitato numero di SANE già dal 2007.

### Raccolta delle prove
Il processo di raccogliere prove attraverso il rape kit è molto invasivo e ancor più laborioso. L'esame fisico comincia facendo spogliare la vittima in piedi su un grande foglio di "carta per barbecue" (butcher paper), che raccoglie ogni segno di prova che possa cadere dal corpo della vittima o dai suoi vestiti. A tal fine, l'abbigliamento è esaminato attentamente prima che ogni singolo capo sia imbustato individualmente con fogli di carta tra le pieghe per proteggerlo da contaminazione incrociata.
Gli esaminatori poi raccolgono campioni di sperma, sangue, saliva ed altri fluidi corporei passando un tampone su genitali, retto, bocca e superfici corporee della vittima. Gli esaminatori raccolgono anche materiale ("graffiato") da sotto le unghie e prelevano qualche capello e qualche pelo pubico [della vittima]. Se la struttura è attrezzata, e la vittima acconsente, l'esaminatore fotografa le lesioni genitali usando un colposcopio.
Oltre ad agevolare la catalogazione di campioni biologici e ferite, il kit guida la documentazione di anamnesi, stato emotivo della vittima, e suo racconto dell'aggressione. L'intero processo di raccolta del rape kit richiede da 2,5 a 5 ore. Durante lo svolgimento dell'esame, la vittima ha in ogni momento il diritto di porre domande e di arrestare del tutto l'esame.

### Analisi
Una volta completato, il rape kit è sigillato e tipicamente trasferito all'organo di polizia territorialmente competente (o incaricato dall'autorità giudiziaria). Negli Stati Uniti, se la vittima non ha deciso se denunciare o no lo stupro, il kit può essere accantonato nella struttura che ha condotto l'esame o in un posto di polizia come kit "anonimo".
Il corpo di polizia che conduce l'indagine sullo stupro può inviare il rape kit, completo o in parte, al laboratorio di polizia scientifica per analisi. Gli scienziati forensi cercheranno di sviluppare un profilo DNA dell'aggressore, usando i campioni raccolti nel kit. In caso di successo, il laboratorio di polizia scientifica cercherà il profilo DNA confrontandolo con quelli di condannati per reati analoghi e altri luoghi di delitto usando una banca dati del DNA. Per esempio, i laboratori della scientifica USA ricercano profili DNA attraverso il Combined DNA Index System (CODIS) a tre livelli, che fu sviluppato nel 1990 e contiene profili DNA a livello nazionale (tutti gli USA), statale (singolo Stato federato USA), e locale. Analogamente, la necessità di risolvere i crimini di violenza sessuale in Brasile portò l'Istituto per la ricerca forense sul DNA del Distretto federale della Policia Civil a creare una banca dati del BNA nel 1998, contenente prove raccolte specificamente in casi di aggressione sessuale. Le coincidenze di DNA in questi database non solo contribuiscono ad identificare l'aggressore, se ignoto alla vittima, ma anche possono determinare se l'aggressore (noto o ignoto alla vittima) sia un violentatore seriale. Questi rilievi possono alla fine essere resi disponibili in giudizio.
In alcuni casi, il rape kit non produce prova del DNA e lo scienziato forense non è in grado di sviluppare un profilo DNA dell'aggressore. Può avvenire perché l'aggressore non ha lasciato tracce di DNA dietro di sé, o è passato troppo tempo prima che la vittima fosse sottoposta al rape kit, o infine perché la prova scaturita dal rape kit è stata impropriamente raccolta, conservata o maneggiata. A causa dell'arretrato nei casi di violenza sessuale, gli scienziati forensi si sono trovati di fronte al compito di determinare come processare i kit di violenza sessuale in modo efficace ed entro i termini di prescrizione delle aggressioni.
La prova danneggiata è un evento comune nell’uso dei rape kit, dato che chi sopravvive ad aggressioni sessuali tipicamente desidera lavarsi prima possibile dopo l'attacco. Prima dell'esame, sarebbe raccomandato che le persone da esaminare evitassero di usare la toilette, pettinarsi, fare il bagno, cambiarsi d'abito o ripulire la scena dell'aggressione. La maggior parte delle prove devono essere raccolte entro 72 ore per essere utilizzabili, e si consiglia alle vittime di indossare, o almeno portare con sé, all'esame l'abbigliamento che avevano quando subirono l'aggressione.

## Influenza sui casi di aggressione sessuale
La prova da rape kit può favorire le indagini sullo stupro e l'incriminazione di un sospetto aggressore. Può anche essere usata per scagionare chi è stato ingiustamente accusato.

### Aggressore estraneo
Nei casi di aggressione sessuale da estraneo, il colpevole è uno sconosciuto per la vittima. In tali casi, il rape kit può rivelarsi decisivo per identificare l'assalitore mediante profilazione del DNA, che stando alla ricerca può servire a catturare il sospetto. Per esempio, uno studio del 2009 che esaminava casi di aggressione sessuale trattati da due dei 389 laboratori della scientifica negli Stati Uniti, rilevò che i casi di violenza commessa da ignoti in cui erano state raccolte prove forensi avevano una probabilità di produrre un arresto 24 volte maggiore dei casi con aggressore sconosciuto per i quali non era stata raggiunta una prova forense.
I casi con colpevole sconosciuto possono richiedere più tempo per identificare l'autore perché senza prove forensi, il caso diventa molto più difficile da istruire processualmente. Questo è uno dei problemi principali in cui si imbattono molte vittime quando dichiarano di essere state violentate.

### Violentatore conoscente
La massima parte delle aggressioni sessuali rientra nella categoria dei casi non-estranei (o "conoscenti"), ossia quelli in cui la vittima conosce l'aggressore. In questi casi, anche se identificare il sospetto non è un problema, si possono usare le prove forensi ricavate dal rape kit per confermare l'identità del responsabile. I kit possono essere anche utilizzati per stabilire se il colpevole abbia commesso altri delitti dello stesso genere.
In molti casi di asserita aggressione sessuale da parte di conoscente, l'accusato potrebbe difendersi sostenendo la consensualità del rapporto. Nell'eventualità, le prove da rape kit che documentino lesioni della vittima, per esempio foto di contusioni, sono utili strumenti per corroborare la tesi di contatto sessuale non consenziente. Quando la vittima abbia riportato serie lesioni, è più agevole formalizzare i capi d'accusa e ottenere una condanna.
In altri casi con conoscenti, l'aggressore può negare del tutto che vi sia stato rapporto sessuale. In tale ipotesi, possono essere usati per provare il contatto sessuale i campioni che mostrano spermatozoi o enzimi specifici del liquido seminale (enzimi fosfati acidi prostatici o fosfatasi acida).

### Violentatore seriale
Lo stupro seriale è il caso di un aggressore che ha violentato due o più vittime. Lo stupro seriale può riguardare la violenza sessuale da parte del partner o di altri, e può essere nella stessa famiglia, nella stessa zona, o in zone diverse, di una città, o in diverse città/diversi Stati. Il DNA raccolto con i rape kit può essere utile per identificare ed arrestare una persona colpevole di stupro seriale.
Tanto nei casi di aggressione sessuale da sconosciuto come da conoscente, il test del DNA sulle prove raccolte con rape kit e i riscontri sulla banca dati del DNA facilitano l'individuazione di aggressioni sessuali seriali. Per esempio, uno studio del 2016 su 900 rape kit non precedentemente confrontati a Detroit (Michigan) rilevò 259 coincidenze CODIS, comprendenti profili DNA di aggressioni sessuali da sconosciuti e da conoscenti. Sessantanove dei riscontri (stesso DNA) riguardavano aggressioni sessuali seriali, di cui 15 erano casi di aggressione sessuale per opera di persona conosciuta dalla vittima.
In uno studio del 2015 che analizzava la situazione del database DNA brasiliano, i ricercatori trovarono 223 coincidenze collegate a 78 stupratori. All'epoca, il database DNA conteneva 650 profili da un tipo di analisi di campioni raccolti nei rape kit — profili maschili autosomici STR (short tandem repeat) — e 420 profili da un secondo tipo di analisi — profili completi 23Y-STR.

## Ostacoli all'uso

### Arretrato
L'espressione arretrato dei rape kit si riferisce al problema dei rape kit non analizzati. La questione si articola in due aspetti: i rape kit non inviati a laboratori della scientifica per le analisi, e il fatto che tali laboratori non abbiano personale sufficiente per analizzare tutti i kit pervenuti.
Una delle cause dell'arretrato di analisi dei rape kit è la mancata richiesta di analisi del DNA da parte di detective e/o pubblici ministeri. Quando qualcuno non richiede l'analisi del DNA, il kit rimane in un deposito di prove della polizia senza essere analizzato. Un rape kit è considerato arretrato quando non viene sottoposto ad analisi entro 10 giorni dalla presentazione della prova. Una seconda causa dell'arretrato è rappresentata dalle strutture di laboratorio che ricevono i rape kit e non li analizzano in modo tempestivo. La Joyful Heart Foundation, organizzazione no profit fondata dall'attrice ed attivista Mariska Hargitay, classifica "in arretrato" questi kit quando non sono analizzati in 30 giorni da quando pervenuti al laboratorio.
Stime prudenti indicano che ci siano da 200 000 a 400 000 rape kit non analizzati nei dipartimenti di polizia USA, e sono stati documentati grandi mucchi di kit oltre cinque giurisdizioni, a volte totalizzando più di 10 000 rape kit non analizzati in una sola città. L'Iniziativa federale sul DNA ha aiutato i governi statali e locali ad aumentare la capacità dei loro laboratori del DNA e a ridurre gli arretrati. Il numero preciso di rape kit non analizzati era sconosciuto, quanto meno fino al 2015, in mancanza di un prefissato sistema nazionale per tenere traccia dei casi. Tale inconveniente può essere connesso all'assenza di una definizione comune di "arretrato", che può riferirsi ai casi non trattati entro un mese da quando sono stati trasmessi, o ai casi che non sono stati sottoposti ai laboratori della scientifica per analisi.

### Distruzione
In alcuni luoghi, i rape kit vengono mandati al macero ancor prima di essere analizzati e a volte senza avvisarne la vittima. Per i casi di stupro negli Stati Uniti, ad esempio, il termine temporale entro cui un kit può rimanere non analizzato può essere più breve di quello prescrizionale. La normativa in alcune giurisdizioni, quali il Massachusetts, dispongono che i rape kit siano distrutti già dopo sei mesi da quando erano stati inizialmente depositati. Un'inchiesta dell'HuffPost del 2016 affermò che non era raro per i laboratori cestinare i kit non analizzati, talvolta anche illegalmente, in Colorado, Kentucky e Carolina del Nord. Quantomeno fino al 2016, nessuno Stato federato USA dispone che il rape kit vada conservato fino ad intervenuta prescrizione del reato, e solo sei Stati più Washington DC, hanno una norma che impone l'analisi sollecita di un kit. Negli Stati Uniti, d'altronde, il termine di prescrizione più breve è di tre anni, anche se in molti Stati non esiste un termine di prescrizione per lo stupro. Alcuni Stati, tra cui Washington e Idaho, impongono per legge Sun sistema di tracciamento che consente alla polizia, alle strutture sanitarie, e alle vittime di verificare lo status dei kit in ogni fase della procedura, dalla raccolta, all'analisi fino alla distruzione finale, e prevedono che alle vittime sia comunicato se si è deciso di non analizzare un kit o di distruggerlo.

### Inaccessibilità
Spesso l'accesso delle vittime ai rape kit è limitato. In molti luoghi, il fatto che i rape kit non siano accessibili impedisce alle vittime di ottenere prove medico-legali che potrebbero altrimenti giovare alle indagini criminali e a un efficace processo contro i loro aggressori. In Nigeria, ad esempio, uno studio che analizzava le aggressioni sessuali ad Ife rilevò che la maggior parte delle vittime si era recata in ospedale nelle 24 ore dall'aggressione, ma non aveva ricevuto un esame medico-legale perché i rape kit non erano ancora stati introdotti nel Paese.
Anche nei luoghi in cui sono disponibili rape kit, la scarsità di esaminatori preparati può comunque impedire alle vittime di ricevere esami tempestivi finalizzati ad acquisire prove dello stupro. Le carenze costringono le vittime ad aspettare ore per un esame, o a fare lunghi viaggi per cercare di eseguire un rape kit nell'intervallo raccomandato di 72 ore. Questi effetti sono stati rilevati in Canada e nelle zone rurali degli Stati Uniti, ove è stato constatato un numero insufficiente di esaminatori.
Ancora, esaminatori sprovvisti di valida formazione possono portare a rape kit mal riusciti. Uno studio sulla raccolta di rape kit in Sudafrica rilevò che i rape kit venivano talora usati erroneamente, senza l'utilizzo di campioni adeguati o della necessaria modulistica. Per superare queste inefficienze, lo studio raccomandò un miglior addestramento dei lavoratori sanitari.

### Costo
Il costo dei rape kit è una barriera al loro uso in molti luoghi in cui la vittima deve sopportare le spese della raccolta probatoria. È stato riferito che raccogliere un rape kit costi più di mille dollari. In alcuni Paesi, il rimborso delle spese spetta alla vittima solo se denuncia il delitto alla polizia. In Giappone, ad esempio, la vittima di una violenza sessuale deve pagare in anticipo il kit antistupro, ma la polizia rimborsa le spese mediche se la vittima denuncia l'aggressione.
Le vittime di violenza sessuale negli Stati Uniti hanno dovuto affrontare ostacoli simili fino alla riautorizzazione del 2005 del Violence Against Women Act (VAWA), che prevede che gli Stati paghino il costo del kit stupro indipendentemente dalla decisione della vittima di denunciare l'aggressione alla polizia. In base alla più recente riautorizzazione del VAWA del 2013, entrata in vigore nel marzo 2015, alle vittime non poteva essere richiesto di pagare il costo iniziale dell'esame. Gli Stati potevano ancora richiedere alle vittime di presentare le richieste di rimborso per gli esami del kit stupro ai loro assicuratori privati, a condizione che non venissero addebitate franchigie o costi aggiuntivi. Negli Stati Uniti, diverse organizzazioni hanno promesso milioni di dollari in sovvenzioni per aiutare a finanziare l'analisi dei kit da stupro nei laboratori forensi.

## Paesi

### Repubblica di Irlanda
Nella Repubblica di Irlanda, le vittime di violenza sessuale ricevono un esame medico-legale presso una Sexual Assault Treatment Unit (SATU). Le prove raccolte sono inviate alla Forensics Science Ireland (FSI), con sede in Phoenix Park. Alla fine del 2018 c'era un arretrato di 70 casi, e si doveva attendere fino ad un anno per ottenere i risultati.

### Stati Uniti
Negli Stati Uniti, costi dei rape kit, disponibilità, esecuzione adeguata dell'invasivo esame, e arretrati hanno storicamente presentato problemi per le vittime di stupro in cerca di giustizia.
Nel maggio 2009 entrò in vigore il Violence Against Women Act del 2005, imponendo ai governi degli Stati [federati USA] che desiderano continuare a ricevere fondi federali di pagare i "Jane Doe rape kits" o "rape test anonimi". Questi test permettono alle vittime troppo traumatizzate per rivolgersi alla polizia di sottoporsi alla procedura negli ospedali. Gli ospedali conservano le prove raccolte in una busta sigillata identificata solo da un numero, a meno che la polizia non acceda al suo contenuto poiché la vittima ha deciso di presentare denuncia. Benché tale prassi fosse stata raccomandata dal Federal Bureau of Investigation perlomeno dal 1999, e fosse già seguita da alcune cliniche mediche, università ed ospedali, e nello Stato del Massachusetts, molte giurisdizioni fino ad allora rifiutavano di pagare il costo stimato di 800 dollari per ciascun rape kit, senza che la vittima presentasse denuncia alla polizia.
Nel 2011 il National Institute of Justice pubblicò la relazione The Road Ahead: Unanalyzed Evidence in Sexual Assault Cases, fornendo una rassegna dei profondi problemi a livello nazionale, e dei fattori che contribuivano alle persistenti difficoltà burocratiche. Questo arretrati e ritardi possono condurre ad una carente giustizia per le vittime, osserva il rapporto, e "nello scenario peggiore … portano ad ulteriore vittimizzazione per mano di stupratori seriali o all'incarcerazione di persone ingiustamente condannate per un delitto". Tra le conclusioni:
1. Come indicatore di quanto questo problema sia diventato diffuso, "il 18% delle presunte aggressioni sessuali irrisolte avvenute tra il 2002 e il 2007 conteneva prove forensi ancora in custodia della polizia (non sottoposte ad analisi di laboratorio)".
2. Una difficoltà notevole è rappresentata dal fatto che il 43% delle forze dell'ordine "non dispone di un sistema computerizzato per la tracciabilità delle prove forensi, né nell'inventario né dopo l'invio al laboratorio criminale".
3. In media, il 50-60% dei kit risulta positivo per materiale biologico non appartenente alla vittima.
4. Le risposte al sondaggio indicano che potrebbe esserci un fraintendimento sul valore delle prove biologiche. Il 44% delle forze dell'ordine ha dichiarato che uno dei motivi per cui non ha inviato le prove al laboratorio è che l'individuo sospetto non era stato identificato. Il 15% ha dichiarato di non aver inviato le prove perché "l'analisi non era stata richiesta da un pubblico ministero".[64]

Il governo federale istituì il Combined DNA Index System (CODIS) per condividere i riscontri DNA tra giurisdizioni federali, statali e locali. Il provvedimento federale DNA Analysis Backlog Elimination Act of 2000 e le autorizzazioni del Debbie Smith Act nel 2004 e 2008 garantiscono finanziamenti aggiuntivi a giurisdizioni statali e locali allo scopo di abbattere i loro arretrati nella trattazione dei rape kit. Nel 2014 il governo federale stimò un arretrato nazionale di 400 000 rape kit, tra cui molti degli anni 1990, quando le prove venivano raccolte ma non sottoposte ad esame DNA per gli alti costi della primitiva tecnica disponibile all'epoca.

#### California
Secondo un rapporto del 2009 di Human Rights Watch, Los Angeles aveva all'epoca il più grande arretrato di rape kit degli Stati Uniti, con almeno 12 669 pezzi languenti in depositi di Los Angeles Police Department, Los Angeles County Sheriff's Department, ed altri 47 dipartimenti di polizia indipendenti nella Contea di Los Angeles, oltre ad altri arretrati "minori, ma non trascurabili" presenti in laboratori della scientifica. Questi arretrati consistono sia di kit giacenti in depositi di materiale probatorio, per i quali non viene richiesta dagli investigatori l'analisi del DNA, sia di quelli inviati a laboratori della scientifica per i test, che però non sono stati analizzati tempestivamente. Sebbene le autorità si fossero adoperate per risolvere il problema degli arretrati, i loro tentativi asseritamente sono stati ostacolati da insufficienti fondi e dalla politica. Questi arretrati fanno sì che spesso le vittime non abbiano notizie sui loro rape kit o sui procedimenti inerenti ai reati patiti.

#### Illinois
In tutto l'Illinois, dove organi di polizia e pubblici accusatori trattano i reati sessuali in varie maniere, tra il 1995 e il 2009 si era accumulato un arretrato di circa 8 000 rape kit, di cui solo il 20% analizzati. A partire dal 1 settembre 2018, il Sexual Assault Submissions Act (Senate Bill 3269) del Senato dell'Illinois obbliga le forze di polizia ad inviare per le analisi tutte le prove raccolte con i rape kit entro 180 giorni dal 15 ottobre 2010, con una nota alla polizia di quello Stato. L'Illinois fu il primo Stato ad adottare una norma simile, stabilendo un precedente da seguire per altri Stati. Dal 1 gennaio 2011, il Bill 5976 della Camera dei rappresentanti dell'Illinois garantisce i diritti di confidenzialità delle vittime e la trattazione tempestiva delle prove da rape kit. Entrambi i Bill furono approvati unanimemente dall'Illinois General Assembly, e furono promulgati dal Governatore Pat Quinn.

##### New York
Nello Stato di New York, un rape kit è conosciuto anche come Sexual Offense Evidence Collection (SOEC) kit. Nel 1999 la città di New York in particolare ospitava circa 17 000 race kit non analizzati, che alla fine furono eliminati tramite laboratori esterni. Nel 2007 la città aprì un laboratorio di biologia forense da 290 milioni di dollari. Nel 2015 l'ufficio del Procuratore distrettuale della contea di New York annunciò che avrebbe assegnato 38 milioni di dollari di sovvenzioni alle giurisdizioni periferiche affinché analizzassero i rape kit in arretrato.

##### Texas
In Texas, si ritiene che non sia necessario eseguire un kit stupro dopo 72 ore dall'aggressione, in quanto si ritiene improbabile che vengano raccolte prove utili, anche se altri tipi di prove possono comunque essere documentate durante l'esame medico, come le dichiarazioni della vittima e le lesioni visibili come lividi, lacerazioni o segni di morsi, attraverso l'ispezione visiva, le fotografie e la trascrizione.

##### Washington, D.C.
Nel Washington, prima del Violence Against Women Act, entrato in vigore nel 2009, era stato storicamente difficile ottenere i rape kit — che pure erano normale dotazione negli ospedali — secondo un resoconto del Washington City Paper dell'aprile 2009. Secondo tale fonte, le vittime di stupro storicamente aspettavano fino a 12 ore nelle sale di pronto soccorso del Distretto di Columbia, mentre il personale ostetrico-ginecologico presente si occupava di emergenze più immediate, quali le nascite, dopo di che l'esame invasivo sarebbe stato eseguito da personale inesperto, non in grado di testimoniare efficacemente al successivo processo. Per correggere queste storture nel 2000 lo Howard University Hospital istituì il programma Sexual Assault Nurse Examiner (SANE), dopo un decennio di tentativi di Denise Snyder, direttrice esecutiva del D.C. Rape Crisis Center (DCRCC), di trovare un ospedale importante disposto ad ospitare il programma; gran parte delle strutture accampava problemi economici o nemmeno rispondeva alle richieste di Snyder. Dopo che la Howard University ebbe adottato il programma, le vittime incontravano il problema di dover avere l'autorizzazione della polizia prima di praticare l'esame di stupro, cosa che Snyder attribuisce al desiderio di mantenere basse le statistiche dei reati da parte delle forze dell'ordine, le quali, stando al Washington Paper, tendono a non essere solidali verso le vittime di stupro. Il detective Vincent Spriggs, della locale Sexual Assault Unit, lamenta, come ostacolo ad un uso più frequente dei kit, casi di denunce di stupro false o poco convincenti, e richieste di rape kit da parte di donne che vogliono fare un test di gravidanza o ricevere una pillola del giorno dopo. Nel 2008, la Howard University annullò il programma SANE, ma poi lo riaprì sotto la supervisione dell'ufficio del sindaco.

## Rappresentazioni nei mezzi di comunicazione di massa
Il problema degli arretrati di rape kit fu impiegato come un aspetto significativo della trama in "Behave", episodio del 29 settembre 2010 del poliziesco televisivo Law & Order: Special Victims Unit, che narra le attività di un'unità di polizia specializzata in reati sessuali. In tale episodio, i detective indagano sul caso di una donna, interpretata da Jennifer Love Hewitt, che è stata violentata ripetutamente dallo stesso uomo nel corso di quindici anni. La loro inchiesta li porta a scoprire che il colpevole ha stuprato donne in tutti gli Stati Uniti. Gli investigatori provano ad interpellare le Special Victims Unit in altre città, ma scoprono che perlopiù non hanno analizzato la massima parte dei rape kit eseguiti. L'episodio si basava sulla storia vera dell'attivista e vittima Helena Lazaro.